# 113e méridien est
En géographie, le 113e méridien est est le méridien joignant les points de la surface de la Terre dont la longitude est égale à 113° est.

## Géographie

### Dimensions
Comme tous les autres méridiens, la longueur du 113e méridien correspond à une demi-circonférence terrestre, soit 20 003,932 km. Au niveau de l'équateur, il est distant du méridien de Greenwich de 12 579 km,.
Avec le 67e méridien ouest, il forme un grand cercle passant par les pôles géographiques terrestres.

### Régions traversées
En commençant par le pôle Nord et descendant vers le sud au pôle Sud, Le 113e méridien est passe par :
| Coordonnées           | Pays, territoire ou mer  | Notes |
| --------------------- | ------------------------ | --- |
| 90° 00′ N, 113° 00′ E | Océan Arctique           | |
| 79° 10′ N, 113° 00′ E | Mer de Laptev            | |
| 76° 14′ N, 113° 00′ E | Russie                   | Krai de Krasnoïarsk — Péninsule de Taïmyr |
| 75° 01′ N, 113° 00′ E | Mer de Laptev            | |
| 74° 31′ N, 113° 00′ E | Russie                   | République de Sakha — Île Bolshoy Begichev (en) |
| 74° 11′ N, 113° 00′ E | Mer de Laptev            | |
| 73° 54′ N, 113° 00′ E | Russie                   | République de Sakha Oblast d'Irkoutsk — à partir de 59° 09′ N, 113° 00′ E République de Bouriatie — à partir de 56° 41′ N, 113° 00′ E Kraï de Transbaïkalie — à partir de 52° 22′ N, 113° 00′ E |
| 49° 36′ N, 113° 00′ E | Mongolie                 | |
| 44° 50′ N, 113° 00′ E | Chine                    | Mongolie Intérieure Shanxi – à partir de 40° 20′ N, 113° 00′ E Henan – à partir de 35° 19′ N, 113° 00′ E Hubei – à partir de 32° 23′ N, 113° 00′ E Hunan – sur environ 7 km à partir de 29° 46′ N, 113° 00′ E Hubei – à partir de 29° 41′ N, 113° 00′ E Hunan – à partir de 29° 30′ N, 113° 00′ E, Passe juste à l'est de Changsha (à 28° 12′ N, 112° 58′ E) Guangdong – sur environ 13 km à partir de 25° 20′ N, 113° 00′ E Hunan – sur environ 6 km à partir de 25° 10′ N, 113° 00′ E Guangdong – sur environ 9 km à partir de 25° 09′ N, 113° 00′ E Hunan – sur environ 4 km à partir de 25° 00′ N, 113° 00′ E Guangdong – à partir de 24° 56′ N, 113° 00′ E |
| 21° 56′ N, 113° 00′ E | Mer de Chine méridionale | Passe par les Îles Paracels disputées par la Chine et le Vietnam Passe par les Îles Spratly disputées par 4 pays riverains. |
| 3° 10′ N, 113° 00′ E  | Malaisie                 | Sarawak – sur l'île de Borneo |
| 1° 34′ N, 113° 00′ E  | Indonésie                | Kalimantan occidental – sur l'île de Borneo – sur environ 13 km |
| 1° 27′ N, 113° 00′ E  | Malaisie                 | Sarawak – sur l'île de Borneo, sur environ 5 km |
| 1° 24′ N, 113° 00′ E  | Indonésie                | Île de Borneo Kalimantan occidental Kalimantan central |
| 3° 10′ S, 113° 00′ E  | Mer de Java              | |
| 6° 53′ S, 113° 00′ E  | Indonésie                | Île de Madura |
| 7° 13′ S, 113° 00′ E  | Détroit de Madura        | |
| 7° 39′ S, 113° 00′ E  | Indonésie                | Île de Java |
| 8° 19′ S, 113° 00′ E  | Océan indien             | Passe juste à l'ouest de l'Île Bernier (à 24° 59′ S, 113° 07′ E) et l'Île Dorre (à 25° 14′ S, 113° 03′ E), Australie-Occidentale, Australie |
| 25° 31′ S, 113° 00′ E | Australie                | Australie-Occidentale – Île Dirk Hartog |
| 25° 51′ S, 113° 00′ E | Océan indien             | |
| 60° 00′ S, 113° 00′ E | Océan Austral            | |
| 65° 44′ S, 113° 00′ E | Antarctique              | Territoire antarctique australien, Territoires revendiqués par l' Australie |